# 姬旋花
姬旋花（学名：Distimake tuberosa），又名木玫瑰，为旋花科萼龙藤属下的一个种。其种加词“tuberosa”意为“块根的”。原產於熱帶美洲。

## 特性
纏繞性無毛蔓性藤本植物，莖基木質化，前端則為草質。葉外廓圓形，長 6~16 公分，通常 7 裂，偶裂至近基部，無毛；裂片披針形至橢圓形，全緣，漸尖頭；葉柄長 6~18 公分。花冠長 5~6 公分，黃色，漏斗形，狀如喇叭，早上開花，下午就謝了，但整個開花期都可以維持很久，花亮麗舒雅，非常富有觀賞價值。蒴果，球形，果實漸大成熟，顏色也由綠轉褐，成熟後萼片不規則開裂且呈木質化，徑 3~3.5 公分，樣子如一朵褐色的乾燥玫瑰，故稱“木玫瑰”。木玫瑰性喜高溫且陽光充足的環境，常見於中南部地區，北部則零星栽培，其生性強健，一繁衍起來，生命力旺盛，如果想要繁殖，可取木玫瑰的蒴果，內含數顆粗大堅硬的種子，泡水軟化後播種繁殖。